# Frederick Grey
Sir Frederick William Grey (23. srpna 1805, Howick House, Northumberland, Anglie – 2. května 1878, Sunningdale, Berkshire, Anglie) byl britský admirál. Od čtrnácti let sloužil u Royal Navy, vynikl účastí ve válečných konfliktech poloviny 19. století (první opiová válka, krymská válka). V letech 1861–1866 zastával funkci prvního námořního lorda, v roce 1865 dosáhl hodnosti admirála.

## Životopis
Pocházel ze starobylého šlechtického rodu Greyů, narodil se na hlavním rodovém sídle Howick House (hrabství Northumberland) jako třetí syn premiéra Charlese Greye, 2. hraběte Greye (1764–1845), po matce Mary Elizabeth (1776–1861) byl potomkem vlivného irského rodu Ponsonbyů. V královském námořnictvu sloužil od roku 1819, zúčastnil se bojů proti pirátům u břehů severní Afriky a již v devatenácti letech byl poručíkem. Sloužil ve Středomoří, Jižní Americe, Indii a Čínském moři, v roce 1828 dosáhl hodnosti kapitána. Za účast v první opiové válce obdržel Řád lázně (1842). Za krymské války přepravil 10 000 francouzských vojáků do Finska, poté se přemístil k Dardanelskému průlivu a nadále měl důležitý úkol transportovat na svých lodích vojáky. V závěru krymské války dosáhl hodnosti kontradmirála (1855) a v letech 1857–1860 byl vrchním velitelem u břehů západní Afriky s velitelským stanovištěm na Mysu Dobré naděje. V Palmerstonově a Russellově vládě zastával funkci prvního námořního lorda (1861–1866). V tomto úřadu odmítl nabídku vstoupit do politiky a věnoval se odborným otázkám. Mimo jiné vydal spis Admiralty Administration, v němž prosazoval myšlenku povyšování námořních důstojníků bez politického vlivu. V roce 1861 byl povýšen na viceadmirála a nakonec byl jmenován admirálem (1865), téhož roku obdržel také velkokříž Řádu lázně. Po pádu Russellova kabinetu v roce 1866 odešel do soukromí a žil na svých statcích v Berkshire, kde také zemřel.
V roce 1846 se oženil s Barbarou Charlottou Sullivanovou (1823–1902), dcerou reverenda Fredericka Sullivana, manželství zůstalo bezdětné. Její mladší bratr Sir Francis William Sullivan (1834–1906) byl též admirálem Royal Navy.
Frederick pocházel z početné rodiny, nejstarší bratr Henry George Grey, 3. hrabě Grey (1802–1894) byl ministrem války a kolonií, další bratr Charles (1804–1870) byl generálem. Hodnosti admirála dosáhl také Frederickův mladší bratr George (1809–1891). Jejich švagry byli mimo jiné generální guvernér Kanady John Lambton, 1. hrabě z Durhamu (1792–1840) nebo ministr financí Charles Wood, 1. vikomt Halifax (1800–1885).